# 信州昆虫資料館
信州昆虫資料館（しんしゅうこんちゅうしりょうかん）は、長野県小県郡青木村にあるチョウを中心とした昆虫に関する標本や文献を集めた資料館・博物館である。

## 概要
2003年、青木村の診療所の所長だった医師・昆虫研究者の小川原辰雄が、元は農協関係の保養施設だった建物の活用策として、自身が10代より集めていた昆虫の標本や文献をこの建物で公開することを発案し、開館。小川原が館長を務めた。2016年から、「信州昆虫資料館設置条例」に基づき青木村が運営している。12月から4月中旬にかけての冬季は閉館する。
村移管の2016年の時点で、標本2万8000点余り、昆虫図書文献5000点を数える。日本や東南アジアなどの昆虫類の標本が多数あり、特にチョウは全国に生息するほぼ全種を展示している。自然豊かな青木村の中で、十観山の中腹の標高1000メートル付近の山林内に位置する。常設展や昆虫を題材にした芸術などの企画展のほか、夏の夜間昆虫観察会、春蚕の飼育、蚕繭を使った工作などのイベントを開いている。